# Пограничные округа СССР
Пограничные округа СССР — военно-административные оперативные объединения (пограничные округа) пограничных войск в разные исторические этапы занимавшиеся охраной государственной границы и принадлежавшие различным силовым ведомствам СССР.

## 1918—1922
29 июня 1918 года был утверждён декрет о слиянии пограничной стражи и корчемной стражи с подчинением Наркомату торговли и промышленности. Согласно декрету было образовано три пограничных округа:
- 1-й пограничный округ — охрана северо-западной границы
- 2-й пограничный округ — охрана участка по линии перемирия Гдов-Орша-Суджа
- 3-й пограничный округ — охрана советско-украинской границы.

19 августа 1918 года вся пограничная стража была передана в управление Наркомата по военным делам. Три пограничных округа были переформированы в три пограничные дивизии и в дальнейшем участвовали в боевых действиях на полях Гражданской войны.
В связи с освобождением от белой гвардии и интервентов обширной территории, создавались новые пограничные дивизии, которые по окончании Гражданской войны стали основой для формирования пограничных округов.

## 1922—1928
Вторая волна по созданию пограничных округов приходится на конец 1922 — начало 1923 годов. Первоначально округа создавались в ведомстве ГПУ НКВД РСФСР.
На основании постановления Совета Труда и Обороны ГПУ 13 октября 1922 года выходит приказ № 425 «О сформировании отдельного пограничного корпуса войск ГПУ». По содержанию приказа было предписано создать 7 округов пограничной охраны, которые официально именовались как Управление пограничной охраны и войск ОГПУ Полномочного представительства.
Были созданы следующие управления (пограничные округа):
- Петрозаводской
- Западный
- Украинский
- Северо-Кавказский
- Закавказский
- Туркестанский
- Сибирский

С присоединением 16 ноября 1922 года Дальневосточной республики в состав РСФСР, в феврале 1923 года было создано Управление Пограничной охраны и войск ОГПУ Полномочного представительства по Дальневосточному краю.

## 1928—1939
В 1930 году было произведено разукрупнение и образованы Управления пограничной и внутренней охраны ОГПУ Полномочного представительства (УПВО ПП ОГПУ) по союзным республикам с соответствующими названиями:
- УПВО ПП ОГПУ БССР
- УПВО ПП ОГПУ УССР
- УПВО ПП ОГПУ ЗСФСР — до разделения на закавказские союзные республики в конце 1936 года
- УПВО ПП ОГПУ УзССР
- УПВО ПП ОГПУ Туркменской ССР
- УПВО ПП ОГПУ ТаССР
- УПВО ПП ОГПУ в НКИД — в зоне ответственности граница с Китаем в пределах Казахской и Киргизской ССР.
- УПВО ПП ОГПУ Восточно-Сибирского края
- УПВО ПП ОГПУ Западно-Сибирского края
- УПВО ПП ОГПУ Дальневосточного края

На северо-западной границе СССР, пограничные войска отвечавшие за охрану границы с Финляндией и Норвегией, балтийского побережья и побережья Баренцева моря, подчинялись УПВО ПП ОГПУ при Ленинградском военном округе.
В 1934 году ОГПУ при СНК СССР был упразднён и создан Народный комиссариат внутренних дел в состав которого вошли пограничные войска. Управления пограничной охраны и войск ПП ОГПУ были переименованы в Управления пограничных войск НКВД (УПВ НКВД).
С 29 сентября 1938 года войска пограничной и внутренней охраны переименованы в пограничные и внутренние войска.

## 1939—1941
8 марта 1939 года постановлением СНК СССР «О реорганизации управления пограничными и внутренними войсками» пограничные и внутренние войска НКВД были разделены на узкоспециализированные рода войск. При этом на базе пограничных и оперативных частей были созданы пограничные войска НКВД.
8 марта 1939 года произошла реформа пограничных войск НКВД в ходе которой произошло разукрупнение:
- УПВ НКВД Восточно-Сибирского края был разделён на Управления пограничных войск НКВД Бурято-Монгольского и Читинского округов.
- УПВ НКВД Дальневосточного края был разделён на УПВ НКВД Хабаровского и Приморского округов.
- на основе УПВ НКВД при Ленинградском военном округе были созданы УПВ НКВД Мурманского, Карельского и Ленинградского округов.

Для охраны западных сухопутных и морских границ были созданы следующие Управления пограничных войск:
- УПВ НКВД Белорусского округа
- УПВ НКВД Киевского округа. 26 января 1940 года переименован в Украинский округ.
- УПВ НКВД Харьковского округа
- УПВ НКВД Азовско-Черноморского округа. К началу 1940 переименован в Крымский округ.

С присоединением к СССР в августе 1940 года Молдавии, Литвы, Эстонии и Латвии была произведена реорганизация пограничных войск НКВД с созданием следующих территориальных формирований:
- УПВ НКВД Прибалтийского округа
- УПВ НКВД Молдавского округа

17 февраля 1940 года приказом НКВД Читинский округ был переименован в Забайкальский округ. Этим же приказом Бурято-Монгольский округ вошёл в состав Забайкальского округа.
25 февраля 1940 года руководством НКВД, на базе 9 пограничных отрядов Украинского округа был создан Западный округ с управлением в г. Львов.
К началу Великой Отечественной войны пограничные войска НКВД делились на следующие управления по округам:
- Мурманский
- Карело-Финский
- Ленинградский
- Прибалтийский
- Белорусский
- Украинский
- Молдавский
- Черноморский
- Грузинский
- Армянский
- Азербайджанский
- Туркменский
- Среднеазиатский
- Казахский
- Западно-Сибирский
- Забайкальский
- Хабаровский
- Приморский

## 1941—1945
В Великой Отечественной войны, все Управления пограничных войск округов НКВД, территория которых оказалась в зоне боевых действий, были переформированы в Управления охраны тыла действующей армии.
5 июня 1943 года приказом главы НКВД, для укрепления охраны границы был образован Киргизский пограничный округ.
По мере освобождения советских территорий оккупированных Германией и выхода советских войск к линии прежней государственной границы, с весны по осень 1944 года происходило восстановление Управлений пограничных войск округов НКВД.
При этом советское государство взяло на себя охрану границ между освобождёнными восточноевропейскими государствами, которые не в состоянии были наладить самостоятельно охрану границ. Так постановлением ГКО СССР от 2 апреля 1945 года был организован Юго-западный пограничный округ с управлением в Кракове, в составе 5 пограничных отрядов, на который была возложена задача по временной охране границы между Польшей и Чехословакией (до создания пограничной стражи Польши).

## 1945—1957
В марте 1946 года пограничные войска перешли в структуру МГБ из упразднённого НКВД. В 1953 году МГБ был расформирован и пограничные войска были переподчинены МВД.
2 июня 1953 года произошла крупная реформа в пограничных войсках, результатом которого стали следующие события:
- Карело-Финский округ и Мурманский округа объединили в Северный округ
- Киргизский округ упразднён и вошёл в состав Казахского
- Забайкальский округ упразднён и вошёл в состав Хабаровского округа, который был переименован в Дальневосточный.
- Среднеазиатский округ был переименован в Таджикский
- Управление пограничных войск МВД на Тихом океане было преобразовано в Управление пограничных войск МВД Тихоокеанского округа.

В период с 1 по 28 февраля 1954 года при реформе пограничных войск произошло:
- упразднение Прибалтийского округа с его слиянием с Ленинградским округом
- переименование Таджикского округа обратно в Среднеазиатский
- объединение Украинского и Молдавского округов в Юго-Западный
- объединение Армянского, Азербайджанского и Грузинского округов в Закавказский

В июне 1955 года были восстановлены Азербайджанский и Прибалтийский округа.
10 марта 1956 года Западный округ был обратно переименован в Белорусский, Прибалтийский округ переименован в Западный, Управление пограничных войск МВД Восточного округа было расформировано с передачей войск в состав Среднеазиатского.
Таким образом к концу 1956 года разделение пограничных войск на округа было следующим:
- УПВ МВД Азербайджанского округа
- УПВ МВД Белорусского округа
- УПВ МВД Дальневосточного округа
- УПВ МВД Закавказского округа
- УПВ МВД Западного округа
- УПВ МВД Ленинградского округа
- УПВ МВД Северного округа
- УПВ МВД Среднеазиатского округа
- УПВ МВД Тихоокеанского округа
- УПВ МВД Туркменского округа
- УПВ МВД Юго-Западного округа

## 1957—1991
2 апреля 1957 года пограничные войска были переданы от МВД СССР в подчинение КГБ СССР.
28 июня 1957 года при первой реформе пограничных войск КГБ СССР произошло:
- разделение Закавказского округа на Грузинский и Армянский округа
- переименование Западного округа в Прибалтийский, а Белорусского — в Западный,
- восстановление Управления пограничных войск Восточного округа.

22 января 1960 года в ходе всеобщего сокращения Вооружённых Сил СССР произошло:
- упразднение Прибалтийского округа с передачей войск в Ленинградский округ
- преобразование Дальневосточного округа в Оперативную группу Пограничных войск (ОГ ПВ) УКГБ по Хабаровскому краю
- преобразование Юго-Западного округа в ОГ ПВ КГБ при Совете Министров Украинской ССР с выводом из его состава 22-го пограничного отряда подчинённого непосредственно Главному управлению пограничных войск
- преобразование Белорусского округа преобразовано в ОГВ ПВ КГБ при Совете Министров Белорусской ССР
- преобразование Восточного округа преобразовано в ОГ ПВ КГБ при Совете Министров Казахской ССР
- преобразование Армянского округа преобразовано в ОГ ПВ КГБ при Совете Министров Армянской ССР

13 марта 1963 года Управления пограничных войск были обратно преобразованы в пограничные округа, войска оперативных групп вошли в состав округов. Всего было создано 7 округов:
- Восточный пограничный округ — на основе ОГ ПВ КГБ при СМ Казахской ССР
- Дальневосточный пограничный округ — на основе ОГ ПВ УКГБ по Хабаровскому краю
- Закавказский пограничный округ — на основе УПВ КГБ Грузинского и Азербайджанского округов и ОГ ПВ КГБ при СМ Армянской ССР
- Западный пограничный округ — на основе ОГ ПВ КГБ при СМ Украинской и Белорусской ССР и 22-го Кишиневского пограничного отряда
- Северо-Западный пограничный округ — на основе УПВ КГБ Северного и Ленинградского округов
- Среднеазиатский пограничный округ — на основе УПВ КГБ Среднеазиатского и Туркменского округов
- Тихоокеанский пограничный округ — на основе УПВ КГБ Тихоокеанского округа

31 марта 1967 года Забайкальский пограничный округ был заново создан выделением его из Дальневосточного округа.
23 октября 1975 года из состава Северо-Западного пограничного округа был выделен Прибалтийский пограничный округ, в чью зону ответственности вошли Латвийская ССР, Эстонская ССР, Литовская ССР и Калининградская область.
1 сентября 1979 года произошло разукрупнение Тихоокеанского пограничного округа, в ходе которого был создан Камчатский пограничный округ.
В период с 1979 по 1991 год пограничные округа более не реформировались и их состав существенно не изменялся до самого распада СССР.

### Пограничные округа СССР на 1991 год

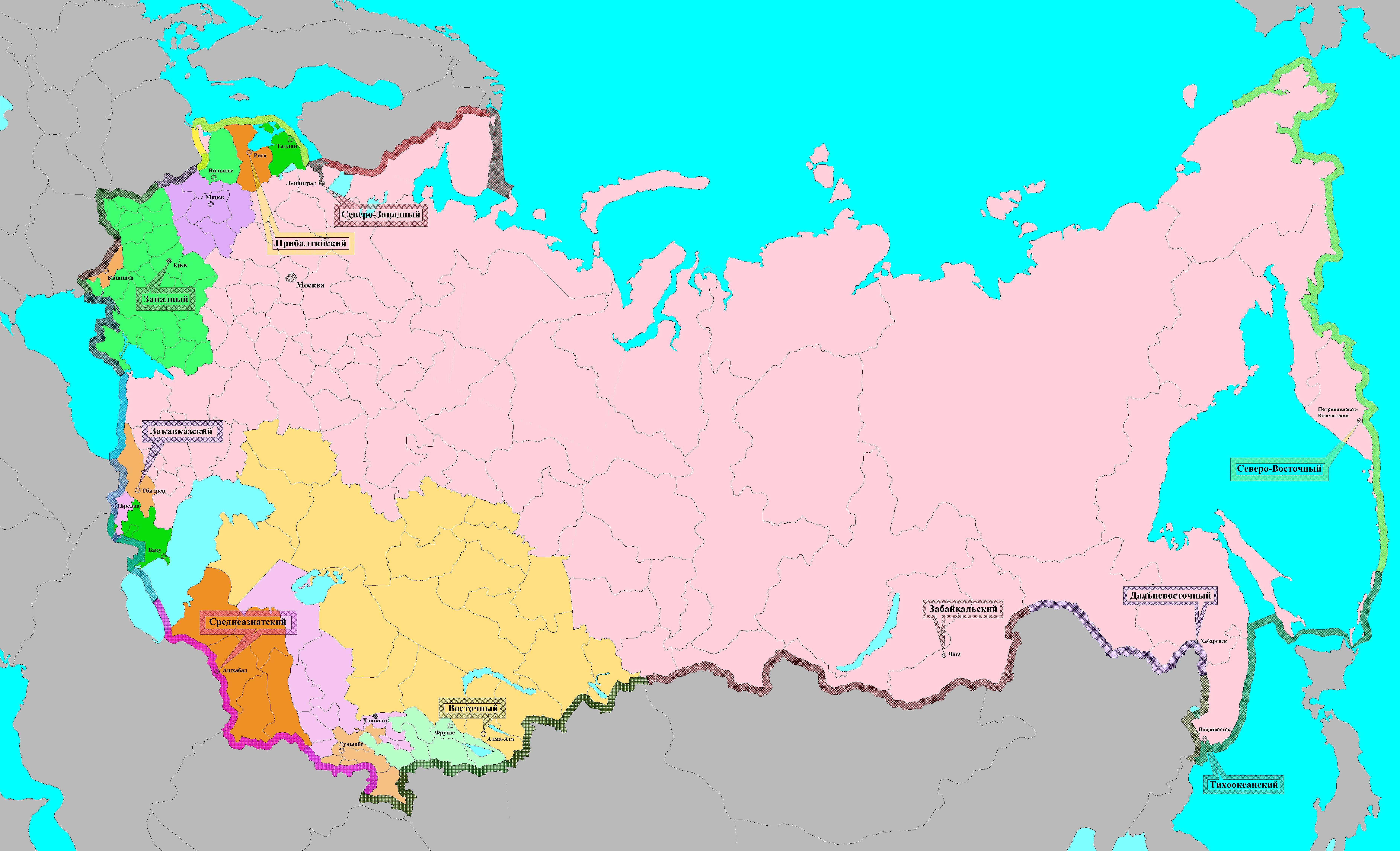
Зоны ответственности пограничных округов КГБ СССР на май 1990 года.
Указаны города с дислокацией управлений округов

Пограничные округа СССР по состоянию на 1991 год (пограничные округа указаны в порядке следования с востока на запад):
- Северо-Восточный пограничный округ;
- Краснознаменный Тихоокеанский пограничный округ;
- Краснознамённый Дальневосточный пограничный округ;
- Краснознаменный Забайкальский пограничный округ;
- Краснознаменный Восточный пограничный округ;
- Краснознамённый Среднеазиатский пограничный округ;
- Краснознамённый Закавказский пограничный округ;
- Краснознамённый Северо-Западный пограничный округ;
- Краснознамённый Западный пограничный округ;
- Краснознамённый Прибалтийский пограничный округ;